# Andermatt
Andermatt és un municipi del cantó d'Uri (Suïssa).

## Galeria

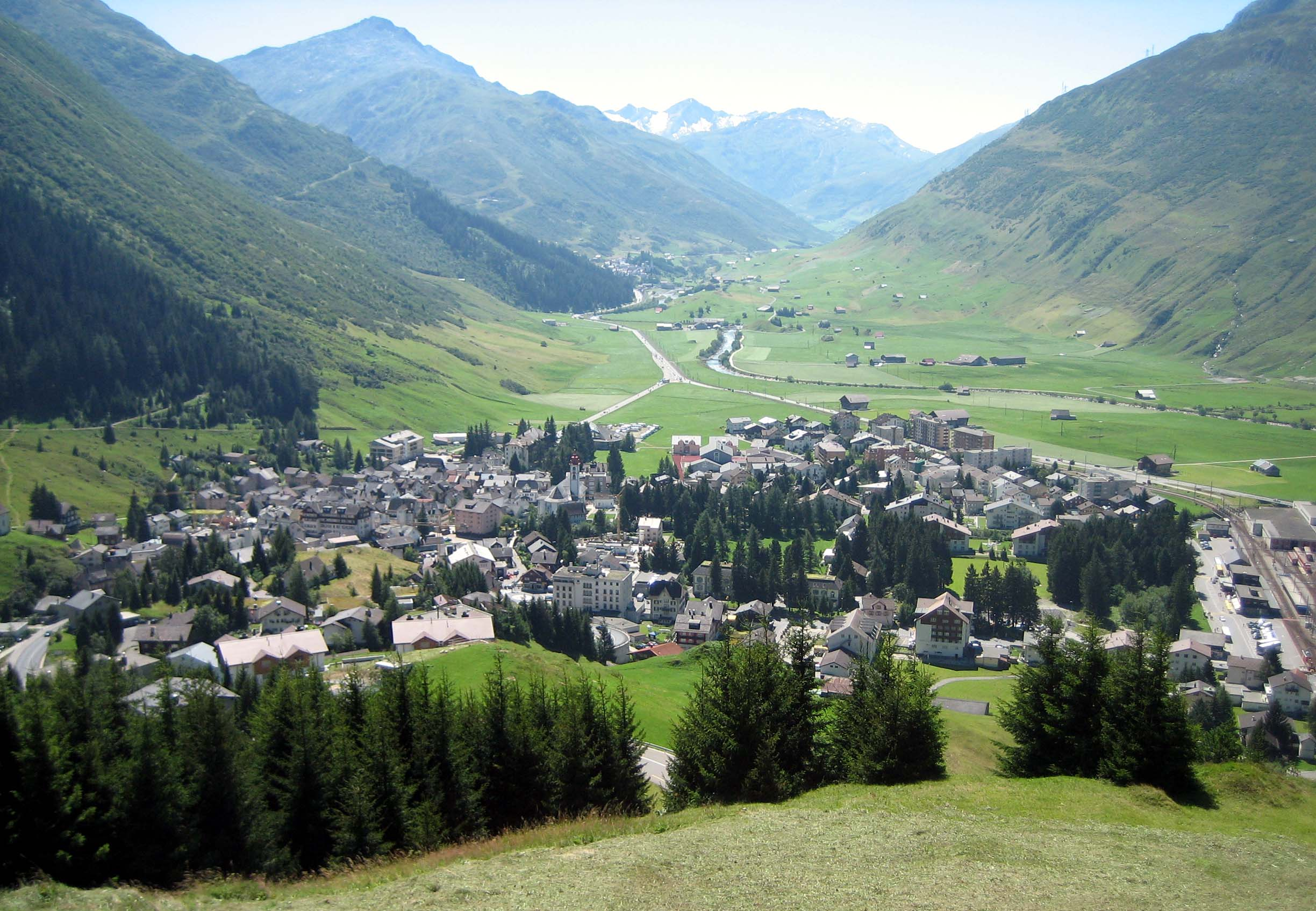
Una vista d'Andermatt des de Nätschen mirant a l'oest a través d'Urseren cap a Hospental, just davant del Pizzo d'Orsino/Winterhorn (2661 m) i el Port de Furka (2429 m) al darrere (agost de 2007)
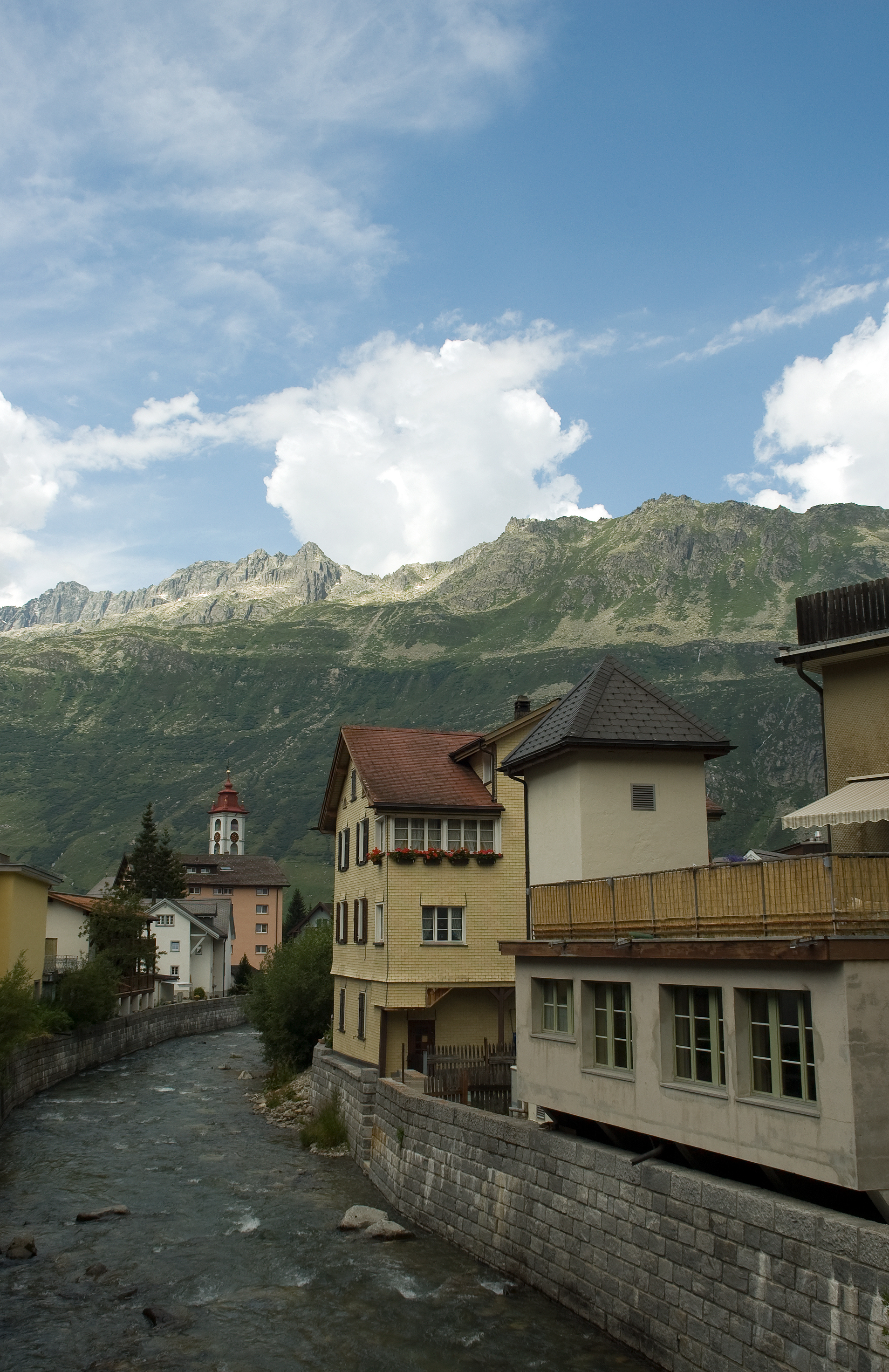
L'Unteralpreuss fluint a través d'Andermatt
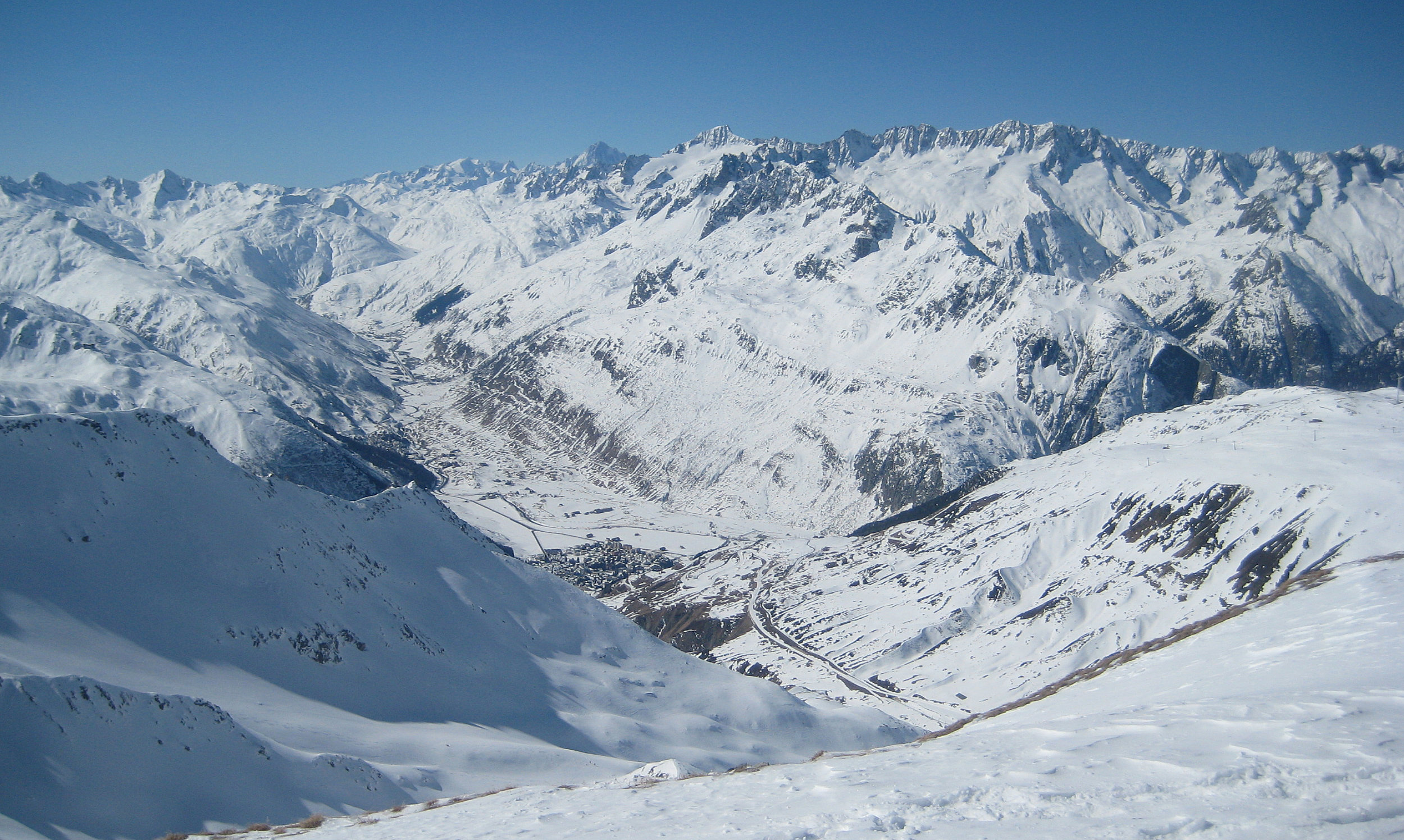
Andermatt des de Pazolastock/Piz Nurschalas (2739 m) mirant a l'oest a través d'Urseren cap als Alps Bernesos amb el Finsteraarhorn (4274 m) enmig
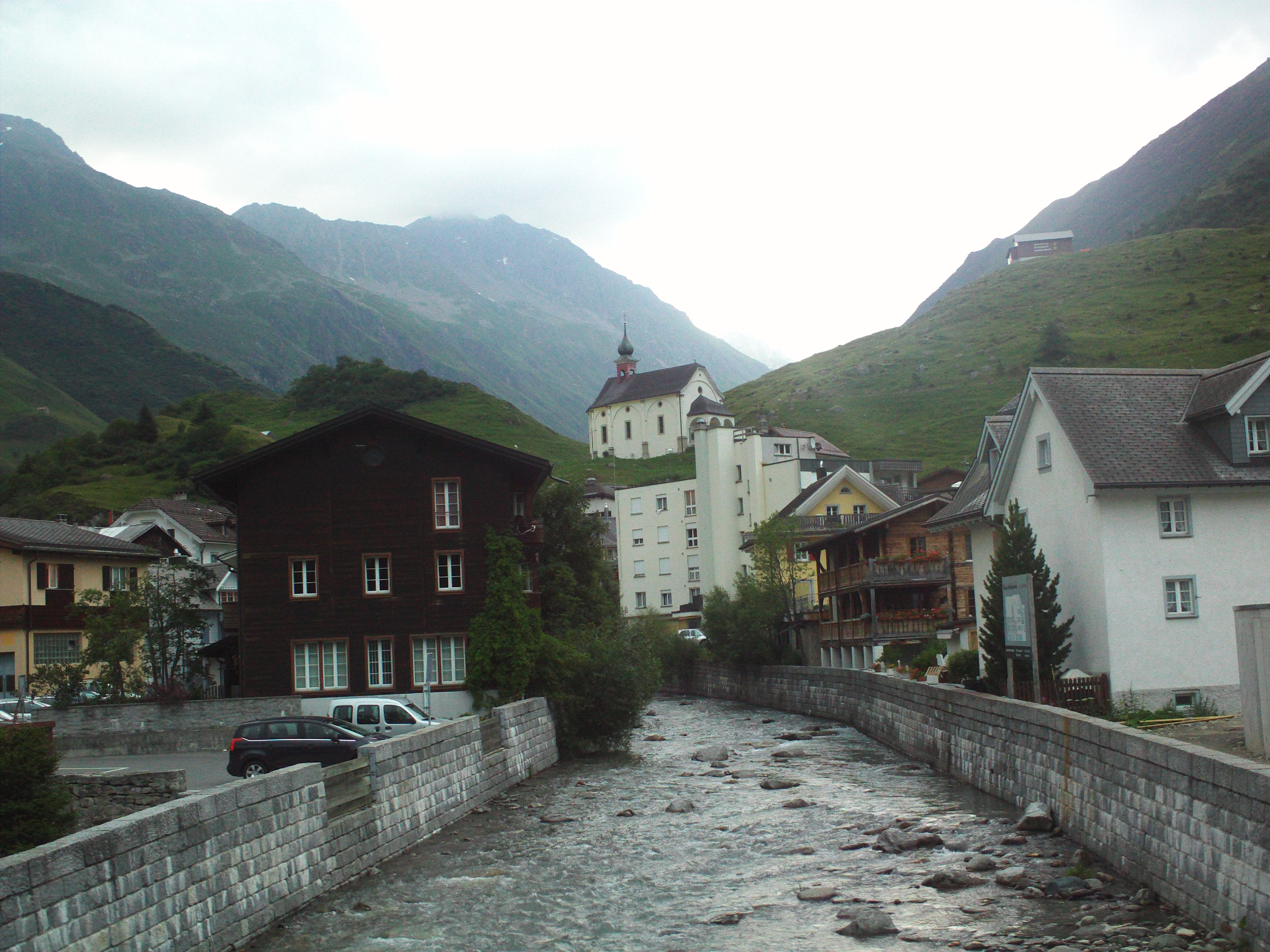
L'Unteralpreuss fluint a través d'Andermatt
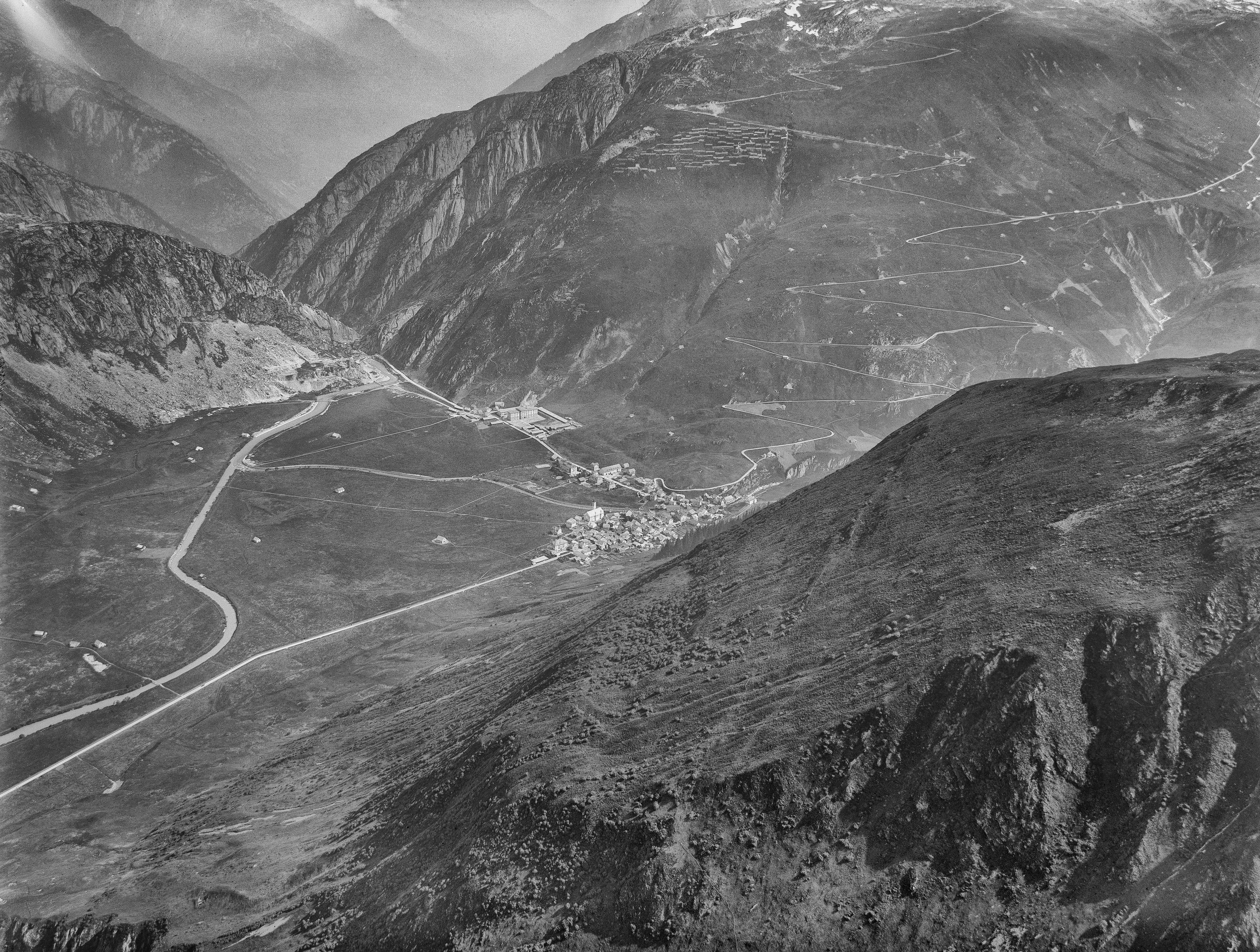
Andermatt d'Eduard Spelterini, ca. 1903